# GSC7142-1905
GSC7142-1905 — хімічно пекулярна зоря спектрального класу Sr, що має видиму зоряну величину в смузі V приблизно 10,8.

## Пекулярний хімічний склад
Зоряна атмосфера GSC7142-1905 має підвищений вміст 
Eu
.